# Ermita de San Marcos (Narros de Cuéllar)
La ermita de San Marcos es un edificio de culto católico ubicado en el término municipal de la villa de Cuéllar, dentro de los límites de la localidad de Narros de Cuéllar, en la provincia de Segovia, comunidad autónoma de Castilla y León.
Fue construida entre los siglos XII y XIII, y su fábrica corresponde al denominado románico de ladrillo o mudéjar tan característico en la Tierra de Cuéllar, que posee el foco más numeroso de este arte en Castilla y León. De su construcción original conserva dos portadas de ladrillo, así como un artesonado mudéjar.
Se trata de una edificación de reducidas dimensiones, de una sola nave, cabecera plana y dos portadas abocinadas. El artesonado se localiza en la cabecera del templo, y consiste en una cubierta de par y nudillo con trompas planas, decorada con motivos geométricos. Sufrió una importante transformación en la segunda mitad del siglo XIX.